# Обсада на Солун (676 – 678)
Вижте пояснителната страница за други значения на Обсада на Солун.
Обсадата на Солун през 676 – 678 година е опит на славянските племена ринхини, струмяни и сагудати да завладеят византийския град Солун, като отмъщение за убийството на вожда на ринхините Пребънд. След две години обсада и неуспешен опит за щурм, в помощ на обсадените пристигат войски от Константинопол и войната завършва с пълен разгром на славяните. Единственият източник за конфликта са „Чудесата на Свети Димитър“.

## Предистория
По време на управлението на император Юстиниан I (527 – 565) славянските племена (склавини) се появяват на Дунавската граница на Византийската империя. През следващите няколко десетилетия те нахлуват в Тракия и Илирия, като понякога служат като наемници във византийската армия. От 60-те години на VI век славянските общини попадат под контрола на новосъздадения Аварски хаганат. Набезите стават все по-мащабни и водят до поява на постоянни селища, особено след като аварите успяват да превземат някои укрепени градове, което води до загуба на имперския контрол над околните райони. Докато византийците са заети във войни на Изток във войната с персите, през 80-те години на VI век стават още по-дълбоки и по-разрушителни набези на Балканите, които достигат дори до Южна Гърция. През същия период започва широкомащабно славянско заселване на вътрешните Балкани. След като сключва мир с Персия, император Маврикий успява да предприеме серия от контраатаки, които отблъскват аварите и техните славянски съюзници, но след узурпацията на Фока в 602 година и катастрофалната война с Персия от (602 – 628), Балканите остават почти беззащитни, а дунавската граница е превзета от авари и славянски племена, които се заселват из целия регион.
Към 10-те години на VII век град Солун е заобиколен от големи славянски селища, превръщайки се, според историка Джон Файн „на практика в римски остров в славянското море“. Първата книга на „Чудесата на Свети Димитър“ говори за опитите на славяните да превземат града по това време, първо с неуспешна атака на славянския водач Хацон около 615 година и след това неуспешна обсада от аварите и славяните в 617 година. Към средата на VII век в бившите римски балкански провинции се създават по-сплотени славянски коалиции (склавини). Единственият имперски отговор идва в 658 година, когато император Констант II провежда кампания в Тракия, поставяйки много от склавиниите под имперски контрол и мести много славяни в Мала Азия.

## Повод за обсадата
Втората книга на чудесата на Свети Димитър описва „царя на ринхините“ Пребънд
Lemerle 1981, с. 112–113 като могъщ владетел, който е доста асимилиран и говори гръцки, има добри отношения със Солун до степен да поддържа резиденция в града и дори да се облича във византийски стил. Според „Чудесата“ съществуващият мир между славяните и византийци приключил, когато неназованият византийски епарх на Солун получил информация за плановете на Пребънд да настъпи срещу града. Епархът докладва това на византийския император, който нарежда арестуването на славянина. След като съобщил заповедта на старейшините на града, епархът заповядал вождът да бъде арестуван по време на престоя му в града, окован и изпратен в столицата на Византия, Константинопол.
Ринхините заедно със струмяните, живеещи в съседната долина, били много разстроени от ареста на Пребънд. По тяхна молба обща делегация, включваща и солунски пратеници, отива в Константинопол, за да се застъпи за него. Според византинста Пол Льомерл този уникален феномен илюстрира изненадващо близките и приятелски отношения между византийския град и неговите „варварски“ съседи. Формулировката на „Чудесата“ ясно показва, че Пребънд е виновен за някакво свое действие, тъй като посолството иска помилване, а не оправдаване. Император Константин IV, който е зает с войната с Арабския халифат, чиито войски обсаждат Константинопол от 674 година, обещава да освободи Пребънд след края на войната. Посланиците явно оставата доволни от това и се връщат у дома, а вълнението сред славяните утихва. Последвалите събития потвърждават основателността на подозренията на епарха. Вождът успява да избяга с помощта на императорския преводач, на когото били поверени делата на славянските племена. Започва мащабно издирване и опасенията от предстоящо славянско нападение над Солун карат императора да изпрати бърз дромон, за да предупреди града и да инструктира управниците му да вземат предпазни мерки и да се запасят с храна в случай на обсада. След четиридесет дни Пребънд е намерен да се крие в имението на преводача близо до Виза. Преводачът е екзекутиран, а славянинът, както и преди, е върнат в затвора в Константинопол. След пореден неуспешен опит за бягство той публично заявява намерението си да вдигне всички славянски племена на въстание и да превземе Солун, след което е екзекутиран.
| „ | ...беше извършено задълбочено разследване, беше установено, че ако се върне в земята си, той изобщо няма да спази думата си за мир, но, след като е събрал всички съседни племена, нито по суша, нито по море, както се казва, в края на краищата няма да остави място, непогълнато от война, а ще воюва непрестанно и няма да остави нито един християнин жив. След като, с Божията помощ, намерението му се разкри, както вече беше казано, той сам си навлече смъртта и накрая намери заслужена гибел. И поради това гореспоменатите племена на славяните, именно от Стримон и от Ринхиос, заедно със сагудатите, се въоръжиха с ярост срещу нашия град. | “ |

## Обсада
Съюзът на славянските племена блокира Солун по суша и започва набези в околностите му. При това всяко племе има определена територия - струмяните обсаждат града от източната и северната страна, а ринхините от юг, а сагудатите от запад. Всеки ден в продължение на две години стават по три-четири нападения както по суша, така и по море. Целият добитък е отведен, земеделието спира и морските комуникации са прекратени. Тези, които се опитват да излязат от градските стени са убивани или пленявани. Медиевистът Флорин Курта отбелязва, че славяните „изглеждат по-добре организирани, отколкото при която и да е от предишните обсади, с армия от отряди стрелци и воини, въоръжени с прашки, копия, щитове и мечове“. В града започва глад.
| „ | И след като корабоплаването спря оттук, земята остана необработена и нямаше храна, този глад, който убиваше хората, нарастваше и се засилваше. Дори тези, които изобщо не са употребявали нищо скверно или нечисто, ядяха месото на останалите живи магарета и коне. Други събираха воден орех и ние го сушихме, смилахме на мелницата, умело приготвяхме отвара и ядяхме. Трети събираха семена от тръстика, четвърти - листа или семена от горски слез или коприва, откриваха, изненадващо, други плодове и растения, измисляйки начин да се справят с този неописуем глад, но не намираха вино, масло, боб или нещо друго за утешение. Когато растенията свършиха, цялото човешко изкуство и изобретения станаха безсилни. Виждаха се хора, подобни на тези в ада, други приличаха на бременни жени. Някои излизаха извън портата и събраха малко трева наблизо и това, което беше останало в покрайнините, тъй като всичко беше унищожено от варварите. | “ |

Градът не може да разчита на помощта на императора, който пред лицето на арабската заплаха не може да осигури войски. Ситуацията се влошава от градските власти, които в деня преди началото на обсадата, по указание на императора, разрешават съхраняваното в хамбарите зърно да бъде продадено на чужди кораби в пристанището по една номизма за седем модия. Анонимният автор на „Чудесата“ остро критикува търговския и граждански елит за тяхната алчност и недалновидност, довели до бързото настъпване на глад в града. Изострен от липсата на вода, гладът причинява големи страдания на жителите.
Положението станало толкова лошо, че много от жителите на града преминават на страната на обсаждащите, които на свой ред, страхувайки се от такъв голям брой византийци във войската, продали новите си съюзници в робство на други славянски племена във вътрешните Балкани; и само връщането на известен брой избягали роби в Солун спряло дезертьорството. Авторът на „Чудесата“ споменава предателството на някои от славяните, живеещи на север от града, които, дошли да търгуват, заклаха „цвета на нашите най-храбри съграждани“. Точното значение на този пасаж е неясно: той може да показва неуспешна военна операция на обсадените или разправа с група дезертьори, опитващи се да се върнат в града, но също така показва, че поне част от обсаждащите (съдейки по местоположението – струмяни) поддържали връзка с града и че блокадата не била абсолютна.

## Щурм
Императорът успява да изпрати ескадра от десет въоръжени транспортни кораба, което облекчава положението на обсадените. Въпреки това, според автора на „Чудесата“, моряците се възползват от положението си и продават хляба, който донасят на силно завишени цени, а властите ги използваха като работна сила, за да търсят тайници със зърно в града. Новопристигналите не са достатъчни, за да попречат на славяните да действат свободно в района около града; всеки, който се осмели да излезе отвъд градските стени по суша или море в търсене на храна, е в опасност. В резултат на това събрание на жителите на града и местният съвет решават да изпратят пристигащата флота, заедно с всички плавателни съдове на града с най-енергичните жители, за да получат храна от велегезитите, живеещи на брега на Пагаския залив в Тесалия.
Излизането от града е забелязано и славяните решават да започнат атака. Те искат помощ от драговитите, племе или конфедерация от племена, живеещи северозападно от Солун, които имат уменията да правят обсадни машини. Степента на тяхното участие в обсадата е неясна; според Льомерл те вероятно са предоставили само оръжия и вероятно персонал за поддръжка. Атаката започва на 25 юли от „петия индикт“ (677).
Според разказа за „Чудесата“ първата чудотворна намеса на Свети Димитър накарала струмяните да спрат и да се върнат, когато били на три мили от градските стени. Причините за това са неизвестни, но фактически само ринхините и сагудатите поемат основната тежест на бойните действия. Поради агиографския характер на „Чудесата“ и използването на общоизвестни топоси, е трудно да се разберат подробности за битките; не се споменава обсадните машини, предоставени от драговитите, да играят някаква специална роля. От 25 до 27 юли славяните предприемат атаки срещу стените на града, но те са отбити с божествената помощ на Свети Димитър. В частност той лично, въоръжен с тояга, отблъсква драговитска атака срещу задната част на стените на място, наречено Арктос - събитие, което някои съвременни коментатори тълкуват като показващо славянско проникване в града. Вечерта на 27 юли славяните се отказват от щурма и се оттеглят, като взимат със себе си загиналите, но изоставят обсадните машини, които солунчани вкарват в града. Няколко дни по-късно експедицията, изпратена в Тесалия, се връща натоварена с жито и сушени плодове и зеленчуци.

## Край на обсадата
Въпреки неуспешния щурм и попълването на хранителните запаси на обсадените, славяните продължават блокадата и набезите от засади, но натискът им донякъде отслабва. Сега вниманието им се насочва към морето и те започват да нападат морските търговски пътища, използвайки не само обикновени примитивни еднодръвки, но и кораби, способни да плават в открито море. С тях те извършват набези в северната част на Бяло море, като дори проникват през Дарданелите и достигат до остров Мармара в Мраморно море.
Това продължава, докато Константин IV, след като се справя с арабите, заповядва на армията да премине през Тракия срещу славяните (в по-късните летописите се споменават само струмяните). Льомерл отбелязва изненадващата липса на такива заповеди на флотата предвид неотдавнашното славянско пиратство, но смяна, че експедицията е била насочена към решаване на проблема в основата му, като се нанесе удар по местообитанията на племената. Получили известие за намеренията на императора, струмяните успяват да подготвят отбраната си, като заемат проходите и други стратегически позиции и призовават други племена на помощ. Въпреки това, те са решително победени от имперските сили и са принудени да бягат; дори селищата край Солун са изоставени, тъй като славяните търсят убежище във вътрешността. Гладните жители на Солун, включително жени и деца, се възползват от възможността да разграбят близките славянски селища втърсене на храна. Императорът изпраща и кораби със зърно със силен ескорт от военни кораби, доставяйки 60 хиляди мери жито за града, което Льомерл смята за красноречиво доказателство за подновената способност на централното правителство да се намесва в случващото се на Балканите след изчезването на арабската заплаха. След това славяните искат мирни преговори, резултатите от които не се споменават.

## Датировка на обсадата
Източникът не споменава датата на обсадата или по време на управлението на кой император са се случили събитията. Изчисляването на датата на обсадата се основава на следните косвени данни, посочени от автора на „Чудесата на Свети Димитър":
- Обсадата се случва между аварската обсада от 617 година и обсадата на Кубер от 685 година.
- Подготовката за нападението на града започва през лятото на 5 индикт, което съответства на 632, 647, 662 или 677 години (индикт е 15-годишният данъчен цикъл във Византийската империя).
- Пребънд бил арестуван, защото императорът воювал с агаряните (арабите) и се страхувал от въстание на славяните. Войните с арабите са се състояли съответно през 634 - 659 година и 663 - 678 година, обсадата може да е настъпила през 645 - 647 година или 675 - 677 година. Предпочитание се дава на датата 675 - 677 година, тъй като първата арабска обсада на Константинопол, която приключва през 678 година се случва по това време. Ако обсадата е станала през 645 - 647 година, би било трудно да се обясни защо императорът не е направил нищо, за да вдигне обсадата на един от най-големите градове в империята.

И двете дати се използват в историографията за датиране на обсадата. Допълнителни съмнения внася фактът, че през посочените периоди двама императори Констант и Константин извършват походи срещу славяните.